# Teatro Alejandro
El Teatro Alejandro (en finés: Aleksanterin teatteri) es un teatro en la ciudad de Helsinki en el Bulevardi 23-27, también conocido como el Teatro ruso. En el verano de 1875, el Gobernador General ruso de Finlandia en 1866-1881, el conde Nikolay Adlerberg, que era un visitante frecuente del teatro, recibió el permiso de Alejandro II de Rusia para construir un teatro para los rusos que vivían en Helsinki.
La tecnología del teatro fue diseñada por Iosif Vorontsov. El teatro se completó en octubre de 1879, y en febrero de 1880 fue llamado Alejandro en honor del zar ruso Alejandro II.